# Echipa națională de fotbal a Tanzaniei
Echipa națională de fotbal a Tanzaniei (Format:Sw) reprezintă Tanzania în fotbal și este controlată de Federația de Fotbal a Tanzaniei. Tanzania joacă meciurile de acasă pe National Stadium. Tanzania nu s-a calificat niciodată la turneul final al Campionatului Mondial de Fotbal.

## Palmares
CECAFA Cup :
- 2 ori campioni  (1974, 1994)
- 5 ori locul doi

## Campionatul Mondial
- 1930 până la 1970 - Nu a participat
- 1974 - Nu s-a calificat
- 1978 - Withdraw
- 1982 până la 1986 - Nu s-a calificat
- 1990 - Nu a participat
- 1994 - S-a retras în timpul calificărilor
- 1998 până la 2010 - Nu s-a calificat

## Cupa Africii
- 1957 până la 1965 - Nu a participat
- 1968 - S-a retras în timpul calificărilor
- 1970 până la 1978 - Nu s-a calificat
- 1980 - Faza grupelor
- 1982 - S-a retras
- 1984 - Nu s-a calificat
- 1986 - S-a retras în timpul calificărilor
- 1988 până la 1992 - Nu s-a calificat
- 1994 - S-a retras în timpul calificărilor
- 1996 până la 2002 - Nu s-a calificat
- 2004 - S-a retras în timpul calificărilor
- 2006 până la 2010 - Nu s-a calificat

1. ↑   https://www.transfermarkt.us/-/mitarbeiterhistorie/verein/14666 Lipsește sau este vid: |title= (ajutor)